# Vinterrocka
Vinterrocka (Leucoraja ocellata) är en rockeart som först beskrevs av Samuel Latham Mitchill 1815.  Vinterrocka ingår i släktet Leucoraja och familjen egentliga rockor. Inga underarter finns listade i Catalogue of Life.
Arten förekommer i västra Atlanten nära kusten och i angränsande vikar från Newfoundland (Kanada) till North Carolina (USA). Den dyker till ett djup av 725 meter. Exemplaren blir upp till 113 cm långa. Könsmognaden infaller för honor vid en längd av 65 till 77 cm samt för hannar vid 53 till 58 cm. Honor lägger 18 till 36 ägg och nykläckta ungar är 11 till 13 cm långa. I södra delen av utbredningsområdet blir honor könsmogna när de är 5 år gamla och de kan leva 11 år. Motsvarande värden för utbredningsområdets norra del är 13 och 19 år. Även i skyddade vikar mognar exemplaren tidigare.
Vinterrocka fiskas som matfisk och några exemplar hamnar som bifångst i fiskenät. Gråsälen börjar jaga denna rocka på grund av brist på andra byten. IUCN kategoriserar arten globalt som starkt hotad.

## Bildgalleri

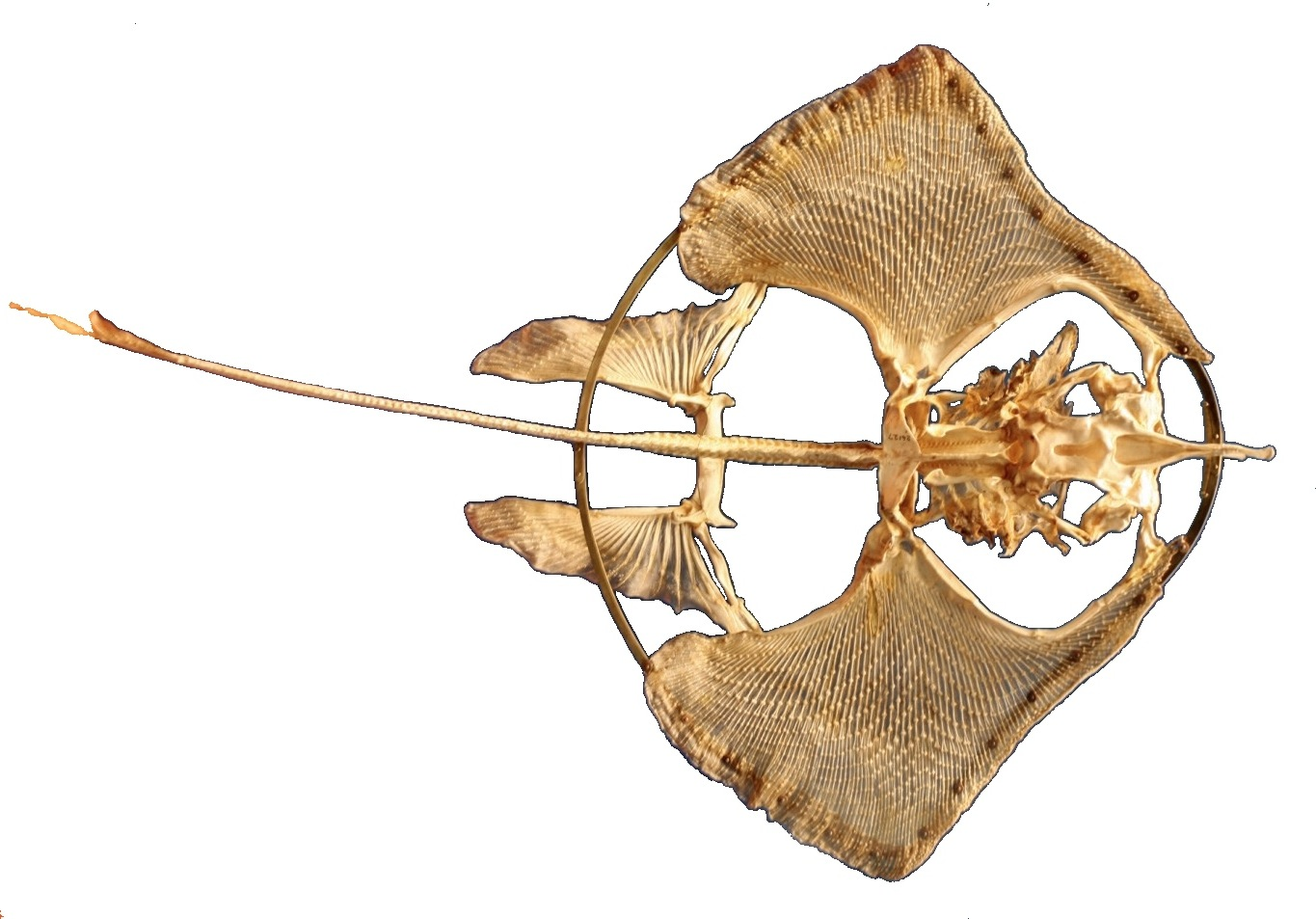